# Отгон (сомон)
Отгон (монг. Отгон) –з 1931 року сомон Завханського аймаку, Монголія. Територія 6,0 тис. км², населення 4,0 тис. Центр сомону Буянт розташований на відстані 920 км від Улан-Батора, 140 км. від міста Уліастай.

## Рельєф
Гірська місцевість, хребти Хангаю (2500-4000 м). Найвища точка – гора Отгон-Тенгер (4008 м) має снігову шапку. Річки Завхан, Буянт, Шар ус, неглибокі озера льодовикового походження, гарячі та холодні мінеральні води.

## Клімат
Різкоконтинентальний клімат. Середня температура січня -21-25 градуси, липня +12-18 градусів. У середньому протягом року випадає 500 мм опадів у хребтах Хангаю та 150-200 мм у долині річки Завхан.

## Економіка
Поклади залізної, фосфоритів, шпату, свинцю. Є будівельна сировина.

## Тваринний світ
Водяться зайці, вовки, лисиці, тарбагани, кішки-манули.

## Соціальна сфера
Є школа, лікарня, сфера обслуговування, будинки відпочинку.
.